# Спорк
Спорк (енгл. spork), на српском језику позната и као каљушка или виљшика, врста је прибора за јело који комбинује кашику и виљушку. Може се рећи да је спорк кашика која је назубљена на врху и има два, три или четири зупца. Прибор оваквог типа је кориштен још у другој половини 19. вијека и примарно је служио за конзумирање сладоледа. Данас се спорк користи широм свијета у породичним домовима, ресторанима, школама, затворима, у војним кантинама и другим мјестима.

## Етимологија
Ријеч спорк је настала као комбинација енглеских ријечи за кашику (енгл. spoon) и виљушку (енгл. fork). Такође је присутан и назива фун (енгл. foon). Ријеч спорк је први пут званично употребљена у рјечнику из 1909. године као кашика која је назубљена на крају као виљушка.

## Историја
У другој половини 19. вијека у Сједињеним Државама је пријављено неколико патената који су комбиновали основне елементе прибора за јело: кашику, виљушку и нож. Међу првима је патент пријавио Семјуел Френсис у фебруару 1874. Касније су се ови елементи комбиновали и одвојено као кашика за сјечење и назубљена кашика коју је патентирао Френк Еменеџер 1912. Сви ови изуми су претходили појави термина спорк. И у посљедње вријеме се јављају разна побољшања спорка која се заснивају на новим додацима који повећавају употребљивост спорка.
Ријеч спорк се појавила неколико деценија након изума ове врсте прибора. У почетку појам није био јасно дефинисан па се односио и на комбинацију кашике и виљушке, као и комбинације кашике, виљушке и ножа, али је касније за такву комбинацију постао устаљен термин спорф.
Спорк је у неким државама заштићен назив и његово кориштење је дозвољено само регистрованим произвођачима па остали произвођачи користе друге називе као што су: фун, форкспун, спунфорк и слично. Неки произвођачи користе термин форк за комбинацију лопате и баштенских вила. 

## Материјали и употреба
За израду споркова користе се материјали као што су: нерђајући челик, сребро, титанијум и поликарбонатна пластика. Пластични споркови се користе у затворским кантинама у Сједињеним Државама јер их је тешко искористити као оружје. Пластичне виљушке се такође користе и као прибор за јело код оброка у авиону као и међу туристима јер смањује простор који би заузимале виљушке и кашике. У ресторанима се чешће користе споркови од нерђајућег челика и титанијума, осим у ресторанима брзе хране и посластичарницама. Спорк се може користи у свим приликама гдје је потребно кориштење виљушке или кашике па самим тим долази у разним величинама у зависности од намјене.